# Siedlisko (województwo lubelskie)
Siedlisko – kolonia w Polsce położona w województwie lubelskim, w powiecie zamojskim, w gminie Grabowiec.
W latach 1975–1998 miejscowość położona była w województwie zamojskim.
Kolonia jest sołectwem w gminie Grabowiec. Według Narodowego Spisu Powszechnego z roku 2011 kolonia liczyła 92 mieszkańców.
Wierni Kościoła rzymskokatolickiego należą do parafii św. Mikołaja w Grabowcu.